# Leuronota maculata
Leuronota maculata är en insektsart som först beskrevs av Crawford 1910.  Leuronota maculata ingår i släktet Leuronota och familjen spetsbladloppor. Inga underarter finns listade i Catalogue of Life.